# Rácz József (színművész)
Rácz József (Beregszász, 1976. november 9. –) Jászai Mari-díjas magyar színművész.

## Életpályája
Gyermekkorát a kárpátaljai Benén töltötte. A nagymuzsalyi középiskolában érettségizett. 1994 és 1998 között a Kijevi Színművészeti Főiskola hallgatója volt, ahol osztályfőnöke Vidnyánszky Attila volt. 1998 és 2013 között a Beregszászi Illyés Gyula Magyar Nemzeti Színház tagja volt, mellette 2006-tól rendszeresen szerepelt a debreceni Csokonai Színházban is. 2013-tól a Nemzeti Színház színésze.

## Fontosabb színházi szerepei
- Egri csillagok (2018) – Sárközi
- Bánk bán (2017) – Mikhál bán
- Csíksomlyói passió (2017) – Júdás apostol
- A szarvassá változott fiú (Harmadik olvasat) (2016)
- A Gulag virágai (2016)
- Cyrano de Bergerac (2016) – Ragueneau
- Csongor és Tünde (2016) – Berreh
- A helység kalapácsa (2014) – Petőfi
- Zoltán újratemetve (2014) – Zoltán Zoltán
- Tóték (2014) – Postás
- Szentivánéji álom (2014) – Ösztövér/Hold
- Három nővér (2013) – Fedotyik, Alekszej Petrovics
- Mesés férfiak szárnyakkal (2013)
- Liliomfi (2013) – Liliomfi

## Díjai és kitüntetései
- Őze Lajos-díj (2009)[7]
- Jászai Mari-díj (2012)[8]
- Szeleczky Zita-emlékgyűrű (2022)[9]